# Patrice Martineau
Pour les articles homonymes, voir Patrice Martineau (réalisateur) et Martineau.
Ne doit pas être confondu avec Roger Martineau.
 (janvier 2015).
Patrice Martineau, né en 1953, est un auteur-compositeur-interprète de chansons chrétiennes français.

## Biographie
Après sa scolarité suivie notamment à l'Institution Richelieu située à la Roche-sur-Yon et avoir exercé diverses activités professionnelles, c'est dans les années 1980 qu'il se lance dans la chanson.
Depuis 1985, Patrice Martineau et son frère Roger (Frères Martineau) ont enregistré en duo une quinzaine d'albums (soit plus de 200 chansons), donné plus 1200 concerts, en France et à l’étranger, dont le Théâtre Grévin (1996-1997) et le Bataclan (1999). Patrice Martineau a accompli de nombreuses tournées en France et à l'étranger (Liban, Pologne, Suisse, Belgique, Espagne, Italie) et participé à de nombreux évènements internationaux (JMJ de Compostelle, Czestochowa, Paris... Journée Mondiale de la Famille à Rome, Journée Mondiale pour la Vie, Festival de France, Francofolies, Magnificat, Festival d'Aubazine, Transhumances musicales...).
Ils ont composé, écrit et monté plusieurs spectacles musicaux : Marie-Madeleine, parce qu'elle a beaucoup aimé avec Nicole Rieu dans le rôle de Marie-Madeleine, Je suis l'Immaculée Conception avec Virginie Maraskin dans le rôle de la Vierge Marie (dans des mises en scène de Michael Lonsdale). Ils ont également collaboré avec Jean Piat (Mémoire de sang), Robert Hossein (L'Appel de Saint-Jacques), Damien Ricour...
En 1994, ils ont reçu le Prix de la Famille pour leur album Vies de Famille et pendant près de 20 ans en collaboration avec le Conseil Général de Vendée, ils ont animé plusieurs sites historiques du Département : le mémorial des Lucs-sur-Boulogne avec Si les Petits Lucs m'étaient chanté, l'abbaye de Nieul sur l'Autize avec Les Jeudis de Saint-Jacques, le prieuré de Grammont avec Ora et Labora, le Donjon de Bazoges, et Chansons de l'Amour Courtois.

### Vie privée
Il est marié, père de 5 enfants et grand-père de 7 petits-enfants.

## Albums en duo
Avec son frère Roger :
- 1985 : Cantigas

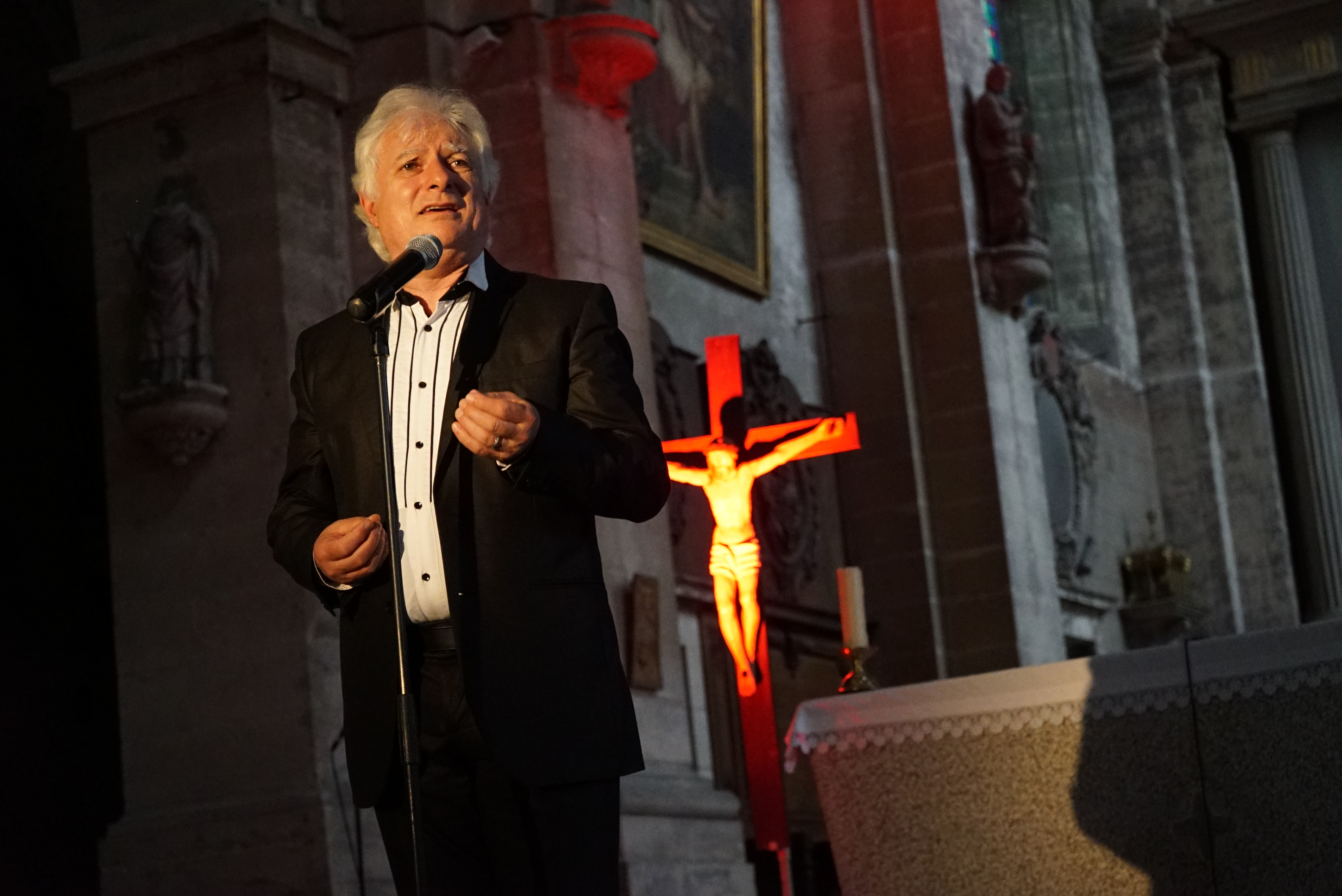
Patrice Martineau lors d'un concert donné en l'église Saint-Maurice de Reims, en juin 2016.

- 1988 : Baladins de Notre Dame - Éditions Axel Noël
- 1989 : Compostelle 89
- 1991 : Les Temps Nouveaux - Éditions Axel Noël
- 1992 : Le Chant de la Vendée - Édition du Petit Véhicule
- 1993 : Vies de famille - Eden Production - Jade-BMG
- 1995 : France, terre de promesses - Eden Production
- 1996 : Charette avec Yole, Jacques Raveleau-Duparc, Jacques Barbeau
- 1996 ; Le Rendez-vous de Saint Martin - single 4 titres - Eden Production
- 1997 : De Gestes et d'Amour - Eden Production
- 1998 : Aimer ou disparaître - Jade-BMG
- 1999 : L'appel de Saint Jacques (avec Robert Hossein sur le pèlerinage de Compostelle) - Jade-BMG
- 2001 : Marie-Madeleine, parce qu'elle a beaucoup aimé...
- 2002 : Le rêve n'est jamais trop grand  (en hommage à Raoul Follereau)
- 2005 : Touche pas à ma vie
- 2007 : Je suis l'Immaculée Conception
- 2011 : Sur les pas de Montfort (Rejoyce)
- 2013 : Le Best of (Rejoyce)

## Albums en solo
- 1995 : Ensemble Stella Maris : Chansons à Nostre Dame (single 4 titres) - Eden production
- 2000 : A Marie, le Chant des Poètes
- 2006 : A Marie, chansons de France
- 2007 : La Vendée au-delà des mers - Rejoyce
- 2009 : Notre Dame des Poètes - ADF-SM
- 2010 : Le grand rêve des mamans' (single 4 titres)
- 2011 : Patrice Martineau & Les Beaux Galants : Entre Terre et Ciel - ADF-SM
- 2013 : Patrice Martineau & Les Beaux Galants : Les célèbres Chansons Traditionnelles - Label-Ouest - ADF
- 2016 : Patrice Martineau & Fils en Trio - Chanter pour embellir le monde - (distribution Rejoyce)
- 2019 : Troubadours, de l'étreinte à l'éternité (Rejoyce)
- 2021 : Réfractaire
- 2024 : Ô Ma France